# الحيد (لودر)

تعديل مصدري - تعديل

الحيد هي إحدى قرى عزلة زارة بمديرية لودر التابعة لمحافظة أبين، بلغ تعداد سكانها 216 نسمة حسب تعداد اليمن لعام 2004.